# 750 (numero)
Settecentocinquanta (750) è il numero naturale dopo il 749 e prima del 751.

## Proprietà matematiche
- È un numero pari.
- È un numero composto, con 16 divisori: 1, 2, 3, 5, 6, 10, 15, 25, 30, 50, 75, 125, 150, 250, 375, 750. Poiché la somma dei suoi divisori (escluso il numero stesso) è 1122 > 749, è un numero abbondante.
- È un numero semiperfetto in quanto pari alla somma di alcuni (o tutti) i suoi divisori.
- È un numero pratico.
- È un numero intoccabile.
- È un numero congruente.
- È un numero ondulante nel sistema di numerazione posizionale a base 4 (23232), a base 7 (2121) e in quello a base 17.
- È un numero palindromo nel sistema di numerazione posizionale a base 4 (23232), a base 17 (2A2) e in quello a base 29 (PP). In quest'ultima base è altresì un numero a cifra ripetuta.
- È parte delle terne pitagoriche (210, 720, 750), (264, 702, 750), (400, 750, 850), (450, 600, 750), (750, 1000, 1250), (750, 1800, 1950), (750, 3080, 3170), (750, 5600, 5650), (750, 9360, 9390), (750, 15616, 15634), (750, 28120, 28130), (750, 46872, 46878), (750, 140624, 140626).
- È un numero odioso.

## Astronomia
- 750 Oskar è un asteroide della fascia principale del sistema solare.
- NGC 750 è una galassia ellittica della costellazione del Triangolo.

## Astronautica
- Cosmos 750 è un satellite artificiale russo.